# Jorge Coutinho
Jorge Coutinho (Rio de Janeiro, 6 de setembro de 1934) é um ator, radialista, diretor, produtor e roteirista brasileiro filiado ao Solidariedade. Dirigiu o Sindicato dos Artistas e Técnicos em Espetáculos de Diversões do Estado do Rio de Janeiro (Sated/RJ) por quatro mandatos. Atua no movimento negro há décadas e tem longa experiência na área de cultura.

## Vida pessoal
Filho caçula da dona de casa Mercedes Antônia Coutinho, natural de Vassouras, e do marmorista Manoel Coutinho, Jorge Coutinho veio ao mundo pelas mãos de sua avó, a parteira Marta Rocha. Passou a infância nos bairros de São Cristóvão e Cordovil, enfrentando muitas dificuldades: por falta de condições da família, estudava sob luz de lamparina e carregava latas d’água na cabeça. 
Na adolescência, trabalhou como lixador em uma fábrica de sapatos no bairro Triagem. Foi também nessa época que começou a frequentar o mundo do samba, pelas mãos de sua avó paterna, Hercília, integrante da Escola de Samba Unidos da Capela, de Parada de Lucas. Com a separação de seus pais e a morte de sua avó paterna, muda-se  para o Parque Proletário da Gávea, onde passa a viver com sua mãe. Aos 18 anos, alista-se ao Exército e, no cumprimento do serviço militar, aprende o ofício de bombeiro eletricista.
De volta à vida civil. Jorge Coutinho começa a trabalhar no Copacabana Palace, como bombeiro hidráulico. Um emprego que mudaria a sua vida: ao assistir aos ensaios de grandes companhias artísticas, o rapaz se encanta pelo teatro e se matricula no Tablado. Em 1958 estreia com a peça “Do mundo nada se leva”, com direção de Maria Clara Machado. Dois anos depois, participa do Centro Popular de Cultura da União Nacional dos Estudantes (CPC/UNE), iniciando sua missão de levar a cultura às classes menos favorecidas. Foi também por esse motivo, que ele se fez presente na criação do Cinema Novo e do Grupo Opinião.
Durante o regime militar, Jorge Coutinho, em parceria com Leonides Bayer, produziu o “espetáculo Noitada de samba”, que ficou dez anos em cartaz, abrindo espaço para artistas da periferia. O movimento cultural e político que surgiu ao redor do espetáculo desagradou ao governo e Jorge Coutinho precisou se exilar na Argentina, onde ficou dois anos. Na TV, protagonizou o primeiro beijo entre um negro e uma branca, na novela “Passo dos ventos”, de Janete Clair. 

## Vida profissional
Na vice-presidência da Funarj, Jorge Coutinho idealizou a Assessoria para Assuntos Afrodescendentes da Secretaria de Estado de Cultura, possibilitando  a realização de cinco filmes dirigidos por cineastas negros. Também comandou o Departamento de Música da Rio Arte/Fundação Rio, órgão ligado à Prefeitura.
Esteve à frente dos teatros Cacilda Becker e Glauce Rocha. Dirigiu o Sistema Radiobrás/RJ que envolvia cinco emissoras. Diretor-Presidente da Rádio Roquette Pinto 94.1 FM, foi responsável, em apenas cinco meses, pelo retorno da Rádio Roquette Pinto AM 630, que estava havia oito anos desativada. Criou o programa "Dicas de uma raça", retransmitido em cerca de 700 emissoras de todo o país.
Em 2004, inicia sua carreira sindical, à frente do Sated/RJ. De lá para cá, foi reeleito três vezes para representar os cerca de 31 mil associados.

## Filmografia

### Trabalhos na televisão
| Ano  | Título                | Personagem                                      |
| ---- | --------------------- | ----------------------------------------------- |
| 2011 | A Vida da Gente       | —                                               |
| 2008 | Duas Caras            | Celestino Soares da Costa                       |
| 2007 | Bicho do Mato         | Hercílio                                        |
| 2006 | Filhos do Carnaval    | Joel da Paixão                                  |
| 2004 | Da Cor do Pecado      | Ítalo                                           |
| 2003 | Mulheres Apaixonadas  | Pai de Jeremias (participação especial)         |
| 1999 | Andando nas Nuvens    | Roberto                                         |
| 1997 | Por Amor              | José                                            |
| 1995 | História de Amor      | Ernani                                          |
| 1993 | Agosto                | Pai Miguel                                      |
| 1988 | Abolição              | André Rebouças                                  |
| 1986 | Sinhá Moça            | pai de Bentinho, escravo na fazenda de Medeiros |
| 1985 | Tenda dos Milagres    | Zé da Inácia                                    |
| 1985 | Roque Santeiro        | homem humilhado de vila miséria                 |
| 1984 | Meu Destino É Pecar   | Capanga                                         |
| 1984 | Partido Alto          | Daniel                                          |
| 1979 | Carga Pesada          | Torto                                           |
| 1975 | Escalada              | Felício                                         |
| 1969 | A Cabana do Pai Tomás | Angelus                                         |
| 1969 | Véu de Noiva          | —                                               |
| 1968 | Passo dos Ventos      | Bienaimé                                        |

### Cinema
| Ano  | Título                               | Personagem              | Notas                                        |
| ---- | ------------------------------------ | ----------------------- | -------------------------------------------- |
| 2019 | Mussum, um Filme do Cacildis         | Ele mesmo               | Documentário                                 |
| 2013 | O Concurso                           | Desembargador Anastácio |                                              |
| 2008 | A Ilha dos Escravos                  | Abílio                  |                                              |
| 2006 | O Veneno da Madrugada                | —                       |                                              |
| 2004 | Cascalho                             | Zé de Peixoto           |                                              |
| 2001 | A Breve Estória de Cândido Sampaio   | Marido da Emergente     | Curta-metragem                               |
| 1999 | Uma Aventura do Zico                 | Charuto                 |                                              |
| 1990 | Stelinha                             | Calça-curta             |                                              |
| 1984 | Quilombo                             | Sale                    |                                              |
| 1984 | Memórias do Cárcere                  | —                       |                                              |
| 1980 | Parceiros da Aventura                | Delegado                |                                              |
| 1979 | A Deusa Negra                        | Oluyole                 |                                              |
| 1978 | Chuvas de Verão                      | Sanhaço                 |                                              |
| 1978 | O Cortiço                            | Alexandre               |                                              |
| 1977 | Ladrões de Cinema                    | Alvarenga Peixoto       |                                              |
| 1971 | Crioulo Doido                        | Felisberto              |                                              |
| 1969 | O Matador Profissional               | —                       |                                              |
| 1967 | Perpétuo Contra o Esquadrão da Morte | Matroca                 |                                              |
| 1965 | Os Vencidos                          | Pescador                |                                              |
| 1964 | Ganga Zumba                          | Santarém                | [ 5 ]                                        |
| 1963 | Gimba, Presidente dos Valentes       | Ruy                     |                                              |
| 1962 | O Assalto ao Trem Pagador            | Irmão de Tião Bonifácio |                                              |
| 1962 | Cinco Vezes Favela                   | Sambista                | Segmento: "Escola de Samba Alegria de Viver" |